# Рудой, Виктор Владимирович
Виктор Владимирович Рудой (Рудый) (11 февраля 1962, Житомир) — советский и украинский футболист, выступавший на всех позициях в поле.

## Биография
Воспитанник ДЮСШ г. Чернигова, тренеры — Мирослав Мандрик, Ефим Школьников. С 1980 года выступал на взрослом уровне за черниговскую «Десну» во второй лиге СССР. В 1982 году стал вторым призёром чемпионата Украинской ССР среди команд второй лиги. В 1984 году перешёл в запорожский «Металлург», игравший в первой лиге, но провёл только 12 матчей, во всех выходил на замены. В 1985 году перешёл в винницкую «Ниву», провёл в её составе четыре с половиной сезона, сыграв 175 матчей во второй лиге. Летом 1989 года на время вернулся в «Десну», выступавшую во второй, а затем — во второй низшей лиге. В последнем сезоне первенства СССР играл во второй низшей лиге за «Нефтяник» (Ахтырка) и в первой лиге за «Буковину» (Черновцы), но нигде не смог закрепиться.
После распада СССР некоторое время играл в любительских соревнованиях в Чернигове. Летом 1993 года перешёл в винницкую «Ниву» и сыграл 2 матча в высшей лиге Украины. Дебютный матч в турнире провёл 8 августа 1993 года против запорожского «Торпедо», заменив на 76-й минуте Виктора Будника. В начале 1994 года вернулся в «Десну», игравшую в первой лиге и финишировавшую там в сезоне 1993/94 последней.
Летом 1994 года перешёл в белорусский клуб «Торпедо» (Могилёв) и провёл в нём полтора года, сыграв 43 матча и забив 4 гола в высшей лиге Беларуси. Финалист Кубка Беларуси 1994/95.
В последние годы карьеры играл во второй лиге Украины за «Рось» (Белая Церковь) и в одной из низших лиг Израиля за «Хапоэль» (Ашкелон). Весной 1997 года вернулся в черниговскую «Десну» и в сезоне 1996/97 стал победителем зонального турнира второй лиги, затем два сезона выступал в первой лиге, из которой его клуб в 1999 году снова вылетел. В промежутках между играми за «Десну» играл также за любительские команды Чернигова. Последние матчи на профессиональном уровне провёл в 37-летнем возрасте.
Всего за «Десну» сыграл 269 матчей в первенствах СССР и Украины, по состоянию на конец 2010-х годов входил в десятку лучших игроков клуба по числу матчей. В первенствах всех стран на уровне профессионалов (мастеров) сыграл более 520 матчей, из них в высших лигах Украины и Беларуси — 45 игр.

## Достижения
- Финалист Кубка Беларуси: 1994/95
- Серебряный призёр чемпионата Украинской ССР: 1982
- Победитель зонального турнира второй лиги Украины: 1996/97